# Monique Angermüller
Monique Angermüller (ur. 27 stycznia 1984 w Berlinie Wschodnim) – niemiecka łyżwiarka szybka.

## Kariera
Pierwszy sukces w karierze Monique Angermüller osiągnęła w 2002 roku, kiedy zdobyła brązowy medal w biegu drużynowym podczas mistrzostw świata juniorów w Collalbo. Nie zdobyła medalu w kategorii seniorek; jej najlepszym wynikiem było czwarte miejsce w biegu drużynowym wywalczone podczas dystansowych mistrzostw świata w Soczi w 2013 roku. Indywidualnie najlepiej zaprezentowała się na rozgrywanych w 2009 roku dystansowych mistrzostwach świata w Richmond, gdzie była dziewiąta w biegu na 1500 m. Kilkukrotnie stawała na podium zawodów Pucharu Świata, odnosząc przy tym jedno zwycięstwo: 6 marca 2010 roku w Erfurcie była najlepsza na 1000 m. Najlepsze wyniki osiągnęła w sezonie 2009/2010, kiedy zajęła trzecie miejsce w klasyfikacji końcowej 1000 m. Wyprzedziły ją jedynie Kanadyjka Christine Nesbitt oraz Margot Boer z Holandii. W 2010 roku wzięła udział w igrzyskach olimpijskich w Vancouver, zajmując między innymi jedenaste miejsce w biegu na 500 m. Na rozgrywanych cztery lata później igrzyskach w Soczi zajęła 24. miejsce na dystansie 1500 m, a biegu na 1000 m nie ukończyła.